# Robert von Wurmb
Günther Friedrich Karl Robert von Wurmb (* 12. Mai 1835 in Sondershausen; † 18. September 1911 in Biebrich am Rhein) war ein preußischer Generalleutnant.

## Leben

### Herkunft
Er entstammte dem alten thüringischen Adelsgeschlecht von Wurmb und war der Sohn des Regierungsrates Moritz von Wurmb (1804–1864) und dessen Ehefrau Karoline, geborene von Blei (1810–1856).

### Militärkarriere
Wurmb besuchte die Realschule und das Gymnasium in seiner Heimatstadt. Am 21. März 1853 trat er als Freiwilliger in das 31. Infanterie-Regiment ein. Als Portepeefähnrich folgte am 14. Juni 1856 seine Versetzung in das 29. Infanterie-Regiment sowie am 10. Februar 1857 die Beförderung zum Sekondeleutnant. Als solcher war Wurmb während der Mobilmachung anlässlich des Sardischen Krieges zum mobilen 29. Landwehr-Regiment kommandiert. Während des Krieges gegen Österreich nahm er 1866 an den Kämpfen bei Hühnerwasser, Münchengrätz und Königgrätz teil. Nach dem Friedensschluss wurde Wurmb am 29. September 1867 in das Anhaltische Infanterie-Regiment Nr. 93 versetzt. Zunächst als Führer, nach seiner Beförderung zum Hauptmann als Kompaniechef, kämpfte Wurmb 1870/71 während des Krieges gegen Frankreich bei Toul, Beaumont und Sedan. Für seine Leistungen während der Belagerung von Paris erhielt er das Eiserne Kreuz II. Klasse. Im weiteren Verlauf seiner Militärkarriere war er vom 13. Dezember 1888 bis zum 30. Juli 1891 Kommandeur des 3. Großherzoglich Hessischen Infanterie-Regiments (Leib-Regiment) Nr. 117 in Mainz. Anschließend erfolgte seine Verwendung als Kommandant der Festung Küstrin und zuletzt diente Wurmb bis zu seiner Verabschiedung 1895 als Kommandant von Koblenz und Ehrenbreitstein.

### Familie
Wurmb war zweimal verheiratet: Seit 1862 mit Dorothea von Lüde (1836–1871) und seit 1873 mit E. Laurentz Campbell of Craignish (* 1836). Aus der ersten Ehe stammen die Kinder Hans (* 1863), Else (* 1864), Hertha (* 1865) und Kurt (* 1869), aus der zweiten Ehe Asta (* 1873), Lothar (* 1875) und Oskar (* 1877).